# 1977 chez Disney
L'année 1977 au sein de la société Walt Disney Productions est marquée par le succès des productions de la concurrence dont le premier opus de La Guerre des étoiles. Ces productions mettent en lumière les problèmes de la société ce qui conduit à la démission de Roy Edward Disney.

## Résumé
L'un des faits marquants est la démission le 7 mars 1977 de Roy Edward Disney, fils de Roy Oliver Disney et neveu de Walt Disney,. Parmi les motifs de grief, il y a le déclin de la qualité des productions des studios, la croissance nulle et des confits avec la direction menée par  Donn Tatum et Card Walker. Cette démission n'a pas d'effet immédiat mais Roy E. Disney sera un élément important dans la croisade qui aboutit en 1984 à la nomination de Michael Eisner et Frank Wells.
La filiale The Walt Disney Distributing Company est fermée. Elle servait  pour concevoir ses propres design de marchandises et de ne plus dépendre des créations réalisées par les entreprises ayant obtenues des licences.
Alors que le studio a laissé passé le projet de La Guerre des étoiles, la société Disney a entamé une collaboration avec George Lucas pour les produits dérivés comme un livre-disque chez Disneyland Records et des attractions dans ses parcs à thèmes.

### Productions audiovisuelles
La sortie du long métrage Les Aventures de Bernard et Bianca est un succès tandis que Rox et Rouky est en production. Charles Salomon évoque la production intitulée Scruffy, dirigée pendant deux ans par Ken Anderson et centrée sur un macaque berbère de Gibraltar durant la Seconde Guerre mondiale. L'histoire est une adaptation du livre Scruffy (1962) de Paul Gallico. Cette production est restée inachevée à la fin des années 1970,. Le studio édite un moyen métrage intitulé Le Conte des deux animaux (réalisé par Jack Speirs) qui est diffusé la même année à la télévision dans The Wonderful World of Disney. Le studio ressort Frissons garantis (1968), Les Trois Caballeros (1944), Fantasia (1940) et Du vent dans les voiles (1970). Les deux principales productions de Disney sont La Coccinelle à Monte-Carlo et Les Aventures de Bernard et Bianca.
La concurrence des autres studios est très fournie avec bien sur La Guerre des étoiles mais aussi Pour l'amour de Benji, Sinbad et l'Œil du tigre, Anne et Andy, Les galères de Charlie Brown (en) et Rencontres du troisième type. Plusieurs productions auraient pu être des productions du studio. Ces productions pour la majorité à succès, poussent le studio à revoir sa stratégie de produire uniquement des films tous public. Jodie Foster explique dans le commentaire DVD d'Un vendredi dingue, dingue, dingue (1976) qu'elle a dû refuser le rôle de Leia dans La Guerre des étoiles car elle était alors sous contrat avec Disney.
Après deux années de rediffusions des épisodes des années 1950 de The Mickey Mouse Club, l'émission revient avec une nouvelle version The New Mickey Mouse Club. Cette émission est accompagnée d'un livre. Une émission spéciale des Mouseketeers à Walt Disney World est aussi diffusée à la télévision. Le studio développe une série dédiée The Mystery of Rustler’s Cave qui débute en février.
L'émission The Wonderful World of Disney poursuit sa production avec une douzaine de téléfilms. Mais l'émission voit arriver un concurrent important avec l'émission 60 Minutes sur CBS mise au même créneau horaire depuis fin 1975, le dimanche à 19h00, dont l'audience grimpe à la quatrième place de l'échelle de Nielsen.
En 1977, les chaînes HBO (1976) et Showtime (1972) commencent à se faire connaître et l'idée de créer une chaîne de télévision Disney émerge au sein de Walt Disney Educational Productions , qui gère les productions Disney en dehors des cinémas et de la télévision hertzienne, filiale dirigée par James P. Jimirro, ce sera Disney Channel lancée en 1983. Jimirro se souvient avoir présenté en mai 1977 avec Art Reynolds un projet intitulé Disney Satellite Network à la direction de Disney mais le coût du projet EPCOT a retardé l'entrée de Disney sur le marché des chaînes payantes.

### Parcs à thèmes et loisirs
À Disneyland, l'attraction Space Mountain ouvre ses portes le 4 mai après son succès en Floride au Magic Kingdom. La zone Nature's Wonderland avec l'attraction Mine Train through Nature's Wonderland ferment pour faire place à Big Thunder Mountain.
Au Magic Kingdom, la parade Main Street Electrical Parade débute. Le bateau artificiel Empress Lilly ouvre pour compléter l'offre du Lake Buena Vista Village.

### Autres médias
Disneyland Records publie toujours des bandes originales de son catalogue mais aussi un album spécial The Magical Music of Walt Disney. Le label publie aussi des titres d'autres sociétés comme des albums tirés des émissions spéciales de Rankin/Bass, de Charlie Brown et un livre-disque de Star Wars.
Gold Key Comics poursuit ses publications de comics et lance le titre Winnie the Pooh. Deux one-shots sont publiés Mickey Mouse Club Fun Book and Walt Disney Christmas Parade.
Publications Gold Key Comics
- Donald Duck
- Mickey Mouse
- Uncle Scrooge
- Walt Disney's Comics and Stories
- The Beagle Boys
- Huey, Duey, Louie Junior Woodchunks
- Chip'n Dale
- Super Goof
- Scamp
- Walt Disney Showcase
- Daisy and Donald
- Moby Duck
- Winnie the Pooh

Disney publie un livre Mickey Mouse: Fifty Happy Years en prévision des cinquante ans de Mickey Mouse l'année suivante. Dans son ouvrage Walt, Mickey and Me publié en début d'année 1977 l'acteur Paul Petersen évoque son histoire : il est le premier animateur du Mickey Mouse Club à avoir été remercié.
Durant l'année le Disney Magazine est publié comme un cadeau par Procter & Gamble qui l'offre contre l'achat de certains produits. Neuf numéros sont publiés constitués d'histoires et articles repris des numéros des années 1950 et de la série The Wonderful World of Disney Magazine de 1969-1970 édité par Gulf Oil.

### Future filiales
En janvier 1977, Capital Cities Communications achète le Kansas City Star pour la somme de 125 millions de $.
En mai 1977, George Lucas et sa société de production Lucasfilm sortent le film La Guerre des étoiles distribué par 20th Century Fox.

## Événements

### Janvier
- 2 janvier 1977, Fermeture de l'attraction Mine Train through Nature's Wonderland à Disneyland[14],[15]
- 14 janvier 1977, début de l'émission The New Mickey Mouse Club[16]
- 19 janvier 1977, la direction du achète le Kansas City Star valide son achat par Capital Cities Communications pour 125 millions d'USD[13]
- 21 janvier 1977, Sortie nationale du film Un vendredi dingue, dingue, dingue aux États-Unis[17],[18]

### Mars
- 7 mars 1977, démission de Roy Edward Disney, fils de Roy Oliver Disney et neveu de Walt Disney[11],[2]
- 11 mars 1977, 
  - Sortie du film Les Petits Voleurs de chevaux aux États-Unis[11]
  - Sortie du film Les Aventures de Winnie l'ourson[19]

### Mai
- 4 mai 1977, Ouverture de l'attraction Space Mountain à Disneyland[3],[20]
- 25 mai 1977, Sortie du film La Guerre des étoiles de  Lucasfilm et 20th Century Fox

### Juin
- 11 juin 1977, Première de la parade Main Street Electrical Parade au Magic Kingdom de Walt Disney World Resort[21]
- 20 juin 1977, Sortie du moyen métrage Le Conte des deux animaux aux États-Unis[22]
- 22 juin 1977, Sortie du film Les Aventures de Bernard et Bianca aux États-Unis[23],[24],[25]
- 24 juin 1977, Sortie du film La Coccinelle à Monte-Carlo aux États-Unis[26],[27]

### Juillet
- 11 juillet 1977, une cérémonie au Mann's Chinese Theatre à Hollywood pour la sortie de La Coccinelle à Monte-Carlo[28],[29]

### Novembre
- 3 novembre 1977, Première mondiale du film Peter et Elliott le dragon aux États-Unis[23],[30],[31]

### Décembre
- 16 décembre 1977, 
  - Sortie nationale du film Peter et Elliott le dragon aux États-Unis[23],[30],[31]
  - Sortie nationale du film La Course au trésor aux États-Unis[32],[33]
- 21 décembre 1977, Sortie nationale du film Les Aventures de Bernard et Bianca en France